# Sołdany
Sołdany [pronunciación en polaco: /sɔu̯ˈdanɨ/] (en alemán: Soldahnen) es un pueblo ubicado en el distrito administrativo de Gmina Giżycko, dentro del Condado de Giżycko, Voivodato de Varmia y Masuria, en Polonia del norte. Se encuentra aproximadamente a 9 kilómetros al noreste de Giżycko y a 96 kilómetros al este de la capital regional Olsztyn.
Antes de 1945, el área fue parte de Alemania (Prusia Oriental).